# Pedicularis dolichostachya
Pedicularis dolichostachya är en snyltrotsväxtart som beskrevs av Hui Lin Li. Pedicularis dolichostachya ingår i släktet spiror, och familjen snyltrotsväxter. Inga underarter finns listade i Catalogue of Life.